# Los Pinos (Chiapas)
Los Pinos es una localidad del estado mexicano de Chiapas. Es parte del municipio de Ocosingo.

## Demografía
| Censo | Población |
| ----- | --------- |
| 2000  | 288       |
| 2010  | 1 073     |
| 2020  | 1 364     |